# Ebrié (laguna)

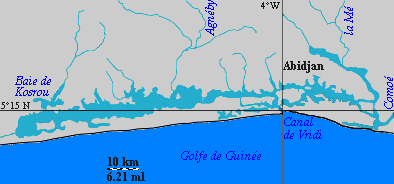
Mapa laguny Ebrié

Ebrié (fr. lagune Ébrié) – laguna w południowej części Wybrzeża Kości Słoniowej, połączona z wodami Zatoki Gwinejskiej kanałem Vridi. Laguna ciągnie się na długości około 100 km, jej średnia szerokość to około 4 km, a głębokość około 5 m.
Obszar nad środkową częścią laguny jest gęsto zaludniony – znajdują się tam miasta Abidżan i Bingerville. Na wschodzie położone jest miasto Grand Bassam, a na zachód od Abidżanu – Dabou.